# Sítina rozkladitá
Sítina rozkladitá (Juncus effusus) je vytrvalá, sytě zelená bylina z čeledi sítinovitých.

## Popis
Vyrůstá v hustých trsech do výšky 30–120 cm. Lodyha je přímá, válcovitá a bezlistá, s nepřerušovanou pěnovitou dření („duší“) a s tmavě červenými pochvami na spodu, listy se podobají lodyhám.

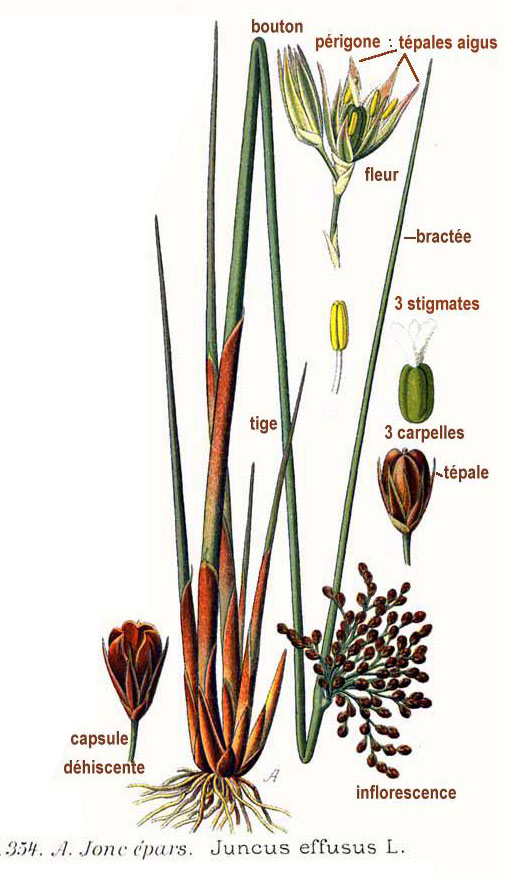
Sítina rozkladitá – popisný obrázek

Květenství je poměrně bohaté a s dlouhým listenem, který je daleko přesahuje ve směru osy, takže květenství je zdánlivě postranní. Okvětní lístky jsou temně žluté až hnědé, kopinaté a 2–2,5 mm dlouhé s mázdřitým lemem, čnělka je krátká a tyčinky obvykle tři. Tobolka je obráceně vejčitá, lesklá, semena oválná s krátkými přívěsky. Kvete od června do září.
Kromě semen se zdatně rozmnožuje i vegetativně.

## Rozšíření a ekologie
Roste poměrně hojně na vlhkých loukách, v bažinách nebo na březích a mělčinách rybníků i tekoucích vod, ale také ve vlhkých lesích na jílovitých půdách, od nížin až do podhůří. Její výskyt dále od vody signalizuje stagnující hladinu spodní vody.
Sítina rozkladitá je kosmopolitní druh, rozšířený v Evropě, ve velké části Severní a Jižní Ameriky, velký areál má i v Africe, v jihovýchodní Asii, v Austrálii a na Novém Zélandu.

## Využití
Sítinu lze využít jako rostlinu do kořenové čističky odpadních vod. Její ozdobné kultivary se pěstují jako okrasné solitéry např. u zahradních jezírek.